# Xylena nihonica
Xylena nihonica är en fjärilsart som beskrevs av Hoene 1917. Xylena nihonica ingår i släktet Xylena och familjen nattflyn. Inga underarter finns listade i Catalogue of Life.